# Europejska Solidarność
Europejska Solidarność (ukr. Європейська солідарність) – ukraińska partia polityczna, zarejestrowana w 2001. Poprzednio funkcjonowała pod nazwami Partia Solidarność (ukr. Партія „Солідарність”) i Blok Petra Poroszenki „Solidarność” (ukr. Блок Петра Порошенка „Солідарність”). Określana jako ugrupowanie reprezentujące konserwatywny liberalizm.

## Historia
Ugrupowanie zawiązano 28 lutego 2001. Kilka miesięcy później zostało przejęte przez grupę deputowanych-biznesmenów z Petrem Poroszenką na czele, który objął funkcję przewodniczącego i powołał frakcję Partii Solidarność w Radzie Najwyższej III kadencji. PS wkrótce podpisała porozumienie z Blokiem Nasza Ukraina jako jeden z 10 formalnych uczestników i jako jeden z 5 głównych podmiotów bloku (obok NRU, UNP, PRP i grupy Wiktora Juszczenki reprezentowanej formalnie przez Młodzieżową Partię Ukrainy).
W wyborach parlamentarnych w 2002 partia uzyskała z list koalicji kilkanaście mandatów, przy czym kilku jej deputowanych wkrótce przeszło na stronę Łeonida Kuczmy i Wiktora Janukowycza. W wyborach prezydenckich w 2004 PS wsparła Wiktora Juszczenkę. W 2005 jej liderzy i większość działaczy (w tym wszyscy posłowie) przeszli do nowej formacji, Ludowego Związku „Nasza Ukraina”. Partia Solidarność formalnie nie została rozwiązana, jednak zaprzestała jakiejkolwiek działalności, nie przeprowadzała też wyboru nowego przewodniczącego i nie wystawiała własnych list w kolejnych wyborach.
W 2013 nowym przewodniczącym został poseł Jurij Steć, a partia formalnie stała się zapleczem Petra Poroszenki, wybranego w maju 2014 na prezydenta Ukrainy. W sierpniu tegoż roku ugrupowanie zmieniło nazwę, a jego nowym przewodniczącym został Jurij Łucenko. Zmiany te wiązały się z przygotowaniami do przedterminowych wyborów parlamentarnych zaplanowanych na październik. Niezmieniona w stosunku do poprzednio obowiązującej ordynacja wyborcza umożliwiała wystawianie list krajowych wyłącznie pojedynczym partiom politycznym, BPP we wrześniu podpisał w związku z tym porozumienie o wspólnym starcie z ugrupowaniem UDAR byłego boksera i mera Kijowa Witalija Kłyczki, którego przedstawiciele formalnie figurowali jako bezpartyjni.
Listę wyborczą BPP otworzył Witalij Kłyczko, za nim w pierwszej dziesiątce znaleźli się Jurij Łucenko, lekarka i aktywistka społeczna Olha Bohomołeć, wicepremier Wołodymyr Hrojsman, poseł i lider krymskich Tatarów Mustafa Dżemilew, znany z aktywności w trakcie kryzysu krymskiego pułkownik Julij Mamczur, parlamentarzyści Marija Matios, Mykoła Tomenko, Iryna Heraszczenko i Witalij Kowalczuk.
Ostatecznie w głosowaniu z 26 października 2014 Blok Petra Poroszenki otrzymał ponad 3,4 miliona głosów (21,8%), zajmując drugie miejsce wśród komitetów wyborczych i przegrywając nieznacznie Frontem Ludowym. Przełożyło się to na 63 mandaty poselskie z listy krajowej, ponadto 69 kandydatów BPP zwyciężyło w okręgach jednomandatowych, zwiększając łączną liczbę deputowanych bloku do 132 osób (o 50 więcej niż ugrupowanie Front Ludowy). Już kilka dni po wyborach akces do frakcji BPP zgłosiło również kilkunastu deputowanych wybranych jako kandydaci niezależni. Partia dołączyła do koalicji rządowej współtworzącej powołany po wyborach gabinet Arsenija Jaceniuka.
W sierpniu 2015 partia UDAR formalnie przyłączyła się do BPP, a jej lider Witalij Kłyczko stanął na czele partii prezydenckiej. Ugrupowanie w tym samym roku uzupełniło swoją nazwę o człon „Solidarność”. W 2016 blok współtworzył nowy rząd, na czele którego stanął wywodzący się z tej partii Wołodymyr Hrojsman.
W kwietniu 2019 Petro Poroszenko nie uzyskał prezydenckiej reelekcji. W tym samym miesiącu z partii odszedł premier Wołodymyr Hrojsman, który założył własne ugrupowanie. W maju Witalij Kłyczko zapowiedział reaktywację partii UDAR. Również w maju blok przyjął nazwę Europejska Solidarność, a były prezydent stanął na czele formacji.
W wyborach w 2019 partia otrzymała 8,1% głosów, tracąc większość reprezentacji poselskiej i tym samym wpływy w administracji rządowej.

## Wyniki wyborcze
Wybory do Rady Najwyższej Ukrainy
| Rok  | Głosy (tys.) | %     | Mandaty |
| ---- | ------------ | ----- | ------- |
| 2014 | 3437         | 21,8% | 132     |
| 2019 | 1185         | 8,1%  | 25      |

Wybory prezydenckie
| Rok  | Kandydat         | Głosy w I turze (tys.) | % w I turze | Głosy w II turze (tys.) | % w II turze | Wygrana |
| ---- | ---------------- | ---------------------- | ----------- | ----------------------- | ------------ | ------- |
| 2014 | Petro Poroszenko | 9857                   | 54,7        |                         |              | Tak     |
| 2019 | Petro Poroszenko | 3015                   | 15,9        | 4522                    | 24,5         | Nie     |